# Kupferstichkabinett Dresden

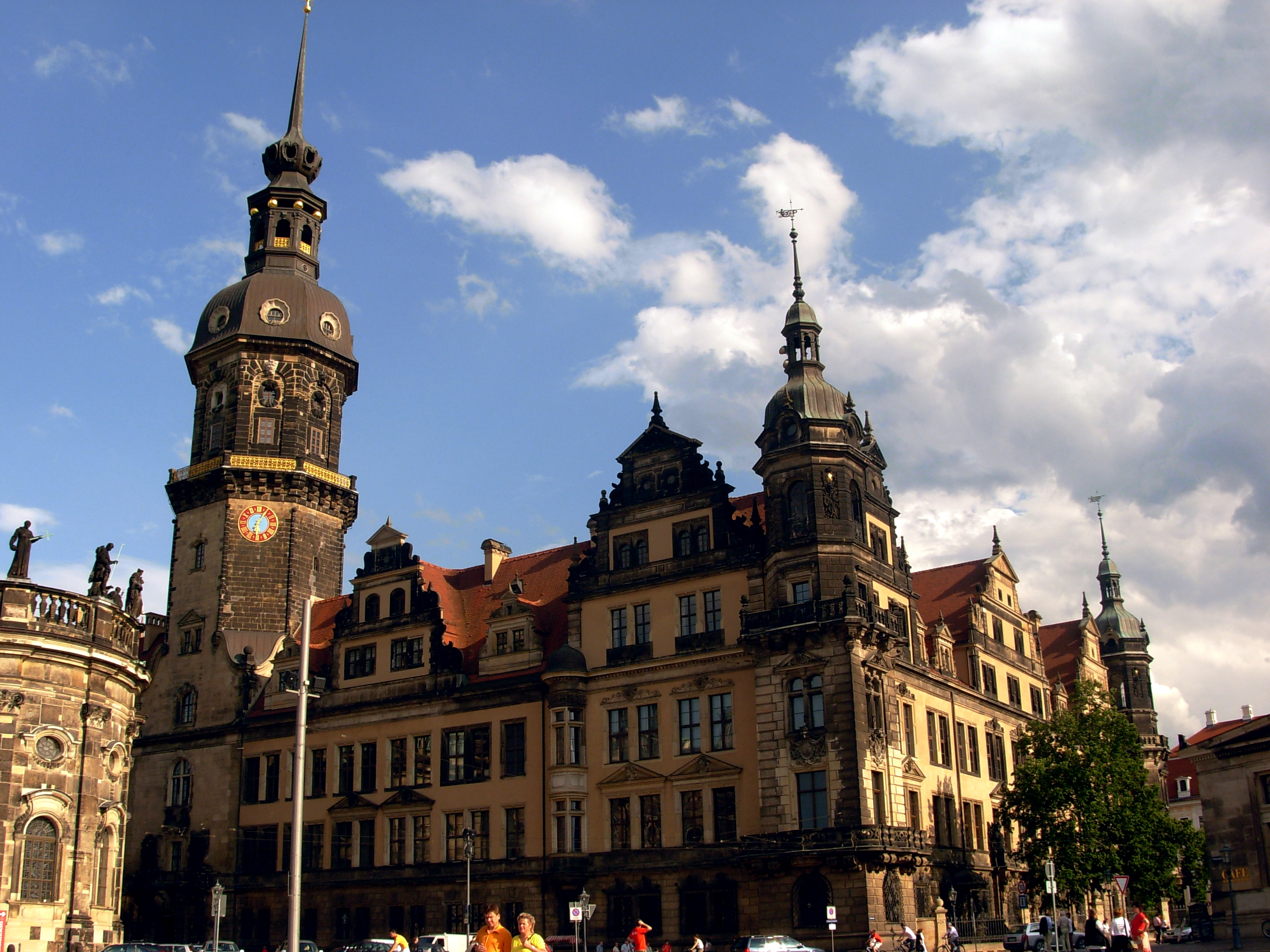
Residenzschloss in Dresden

Het Kupferstichkabinett Dresden is een museum/prentenkabinet voor tekeningen, drukgrafiek en fotografie in het Residenzschloss van de Saksische hoofdstad Dresden. Het Kupferstichkabinett maakt deel uit van de Staatliche Kunstsammlungen Dresden. 

## Geschiedenis
Het Kupferstichkabinett Dresden is voortgekomen uit de kunstcollectie van de Keurvorsten van Saksen. In 1720 werd het Kupferstichkabinett verzelfstandigd als museum voor grafiek en tekeningen met als hoofdbestanddeel de collectie van de rond 1560 in Dresden gestichte Kurfürstliche Kunstkammer van het Huis Wettin. Naar eigen zeggen is het museum hiermee het oudste museum voor grafische kunst in het Duitstalige gebied. In de bijna drie eeuwen hierna is de collectie verder uitgebreid tot een van de grootste van Duitsland. 
Van 1727 tot 1746 was het prentenkabinet, dat naar de mode van de tijd werd genoemd het cabinet d'estampes, gehuisvest in het Französische Pavillon, bijgenaamd de Kupferstich-Salon, van het Zwinger. In 1746 werd Carl Heinrich von Heinecken benoemd tot directeur van de Gemäldegalerie en het Kupferstichkabinet. De collectie werd in die periode doelgericht en voortvarend uitgebreid met 50.000 bladen en had al een omvang bereikt van 130.000 bladen.
In 1856 verhuisde het prentenkabinet naar de nieuwe Sempergalerie (1854), de Gemäldegalerie in het Zwingerpaleis.
In de Tweede Wereldoorlog (februari 1945) gingen veel kunstwerken van het prentenkabinet verloren, hoewel veel werk elders in veiligheid was gebracht. Na de oorlog volgde dan nog de inbeslagname en overbrenging van het beroemdste deel der verzameling naar de voormalige Sovjet-Unie. Pas aan het einde van de jaren vijftig keerde de verzameling weer in Dresden terug. Als vestigingsplaats werd gekozen voor het Albertinum. Vanaf 2004 is het prentenkabinet gevestigd in het gerenoveerde Dresdner Residenzschloss.

## Collectie
De omvangrijke collectie omvat meer dan 500.000 bladen, waarvan uiteraard slechts een klein gedeelte kan worden tentoongesteld. Tot de verzameling behoren werken van gerenommeerde kunstenaars, zoals: 
- Meester E.S.
- Albrecht Dürer
- Lucas Cranach de Oude
- Hans Holbein de Jonge
- Jan van Eyck
- Peter Paul Rubens
- Rembrandt van Rijn
- Francisco Goya
- Michelangelo

Het prentenkabinet beschikt voorts nog over een aanzienlijke collectie werk van kunstenaars, die een speciale relatie met Dresden hadden: Caspar David Friedrich, Ludwig Richter en Georg Baselitz.

In 1898 werden door Max Lehr, destijds de directeur van het prentenkabinet, de eerste werken van Käthe Kollwitz aangeschaft. Hiermee werd de basis gelegd voor een brede collectie van haar grafische werken, welke inmiddels 200 bladen omvat.